# Kumiko Kashiwagi
Kumiko Kashiwagi (柏木 久美子?, Kashiwagi Kumiko; Tokyo, 9 ottobre 1978) è un'ex sciatrice alpina giapponese.

## Biografia
La Kashiwagi, originaria di Niigata, debuttò in campo internazionale partecipando ai Mondiali juniores di Lake Placid 1994; esordì in Coppa del Mondo il 18 novembre 1995 a Vail/Beaver Creek in slalom speciale, senza completare la prova, ai Campionati mondiali a Sestriere 1997, dove si classificò 35ª nel supergigante, 31ª nello slalom speciale e non completò lo slalom gigante, e ai Giochi olimpici invernali a Nagano 1998, dove si piazzò 36ª nel supergigante, 27ª nello slalom gigante e 24ª nello slalom speciale.
Ai Mondiali di Vail/Beaver Creek 1999 fu 30ª nello slalom speciale e non completò lo slalom gigante; nella stagione seguente ottenne i migliori piazzamenti in Coppa del Mondo, a Semmering il 28 e il 30 dicembre 2000 rispettivamente in slalom speciale e in slalom gigante (20ª), e partecipò ai Mondiali di Sankt Anton am Arlberg 2001, dove si classificò 16ª nello slalom gigante e non completò lo slalom speciale. Ai XIX Giochi olimpici invernali di Salt Lake City 2002, sua ultima presenza olimpica, si piazzò 35ª nello slalom gigante e 16ª nello slalom speciale e ai Mondiali di Sankt Moritz 2003 fu 33ª nello slalom gigante e 38ª nello slalom speciale.
Ai Mondiali di Bormio/Santa Caterina Valfurva 2005, sua ultima presenza iridata, si classificò 24ª nello slalom speciale; nel 2005 conquistò a Shigakōgen in slalom speciale l'ultima vittoria (il 13 marzo) e l'ultimo podio (il 14 marzo, 2ª) in Far East Cup, trofeo continentale che si era aggiudicata quattro volte tra il 1998-1999 e il 2002-2003. Prese per l'ultima volta il via in Coppa del Mondo l'8 gennaio 2006 a Maribor in slalom speciale, ultima gara della sua carriera, senza completare la prova.

## Palmarès

### Coppa del Mondo
- Miglior piazzamento in classifica generale: 80ª nel 2001

### Nor-Am Cup
- Miglior piazzamento in classifica generale: 24ª nel 2001
- 3 podi:
  - 2 secondi posti
  - 1 terzo posto

### Far East Cup
- Vincitrice della Far East Cup nel 1999, nel 2000, nel 2002 e nel 2003
- Vincitrice della classifica di slalom gigante nel 1999, nel 2000, nel 2002 e nel 2003
- Vincitrice della classifica di slalom speciale nel 1999, nel 2000, nel 2002 e nel 2003
- 37 podi:
  - 26 vittorie
  - 8 secondi posti
  - 3 terzi posti

#### Far East Cup - vittorie
| Data             | Località    | Paese    | Specialità |
| ---------------- | ----------- | -------- | ---------- |
| 9 marzo 1995     | Nozawaonsen | Giappone | SL         |
| 15 marzo 1997    | Nozawaonsen | Giappone | GS         |
| 2 marzo 1999     | Nozawaonsen | Giappone | GS         |
| 3 marzo 1999     | Nozawaonsen | Giappone | SL         |
| 5 marzo 1999     | Shigakōgen  | Giappone | GS         |
| 6 marzo 1999     | Shigakōgen  | Giappone | SL         |
| 8 marzo 1999     | Hakuba      | Giappone | GS         |
| 9 marzo 1999     | Hakuba      | Giappone | GS         |
| 28 febbraio 2000 | Hakuba      | Giappone | GS         |
| 29 febbraio 2000 | Hakuba      | Giappone | SL         |
| 2 marzo 2000     | Nozawaonsen | Giappone | GS         |
| 3 marzo 2000     | Nozawaonsen | Giappone | SL         |
| 5 marzo 2000     | Shigakōgen  | Giappone | GS         |
| 6 marzo 2000     | Shigakōgen  | Giappone | SL         |
| 28 febbraio 2002 | Hakuba      | Giappone | GS         |
| 1º marzo 2002    | Hakuba      | Giappone | SL         |
| 3 marzo 2002     | Nozawaonsen | Giappone | GS         |
| 4 marzo 2002     | Nozawaonsen | Giappone | SL         |
| 6 marzo 2002     | Shigakōgen  | Giappone | GS         |
| 7 marzo 2002     | Shigakōgen  | Giappone | SL         |
| 4 marzo 2003     | Nozawaonsen | Giappone | SL         |
| 5 marzo 2003     | Nozawaonsen | Giappone | GS         |
| 6 marzo 2003     | Nozawaonsen | Giappone | GS         |
| 11 marzo 2003    | Hakuba      | Giappone | GS         |
| 12 marzo 2003    | Hakuba      | Giappone | SL         |
| 13 marzo 2003    | Hakuba      | Giappone | SL         |
| 13 marzo 2005    | Shigakōgen  | Giappone | SL         |

Legenda:

GS = slalom gigante

SL = slalom speciale

### Campionati giapponesi
- 4 medaglie:
  - 1 oro (slalom gigante nel 2001)
  - 2 argenti (discesa libera nel 1995; slalom gigante nel 1998)
  - 2 bronzi (supergigante nel 1995)